# Världscupen i nordisk kombination 1987/1988
Världscupen i nordisk kombination 1986/1987 hölls 18 december 1987-25 mars 1988 och vanns av Klaus Sulzenbacher, Österrike före Torbjørn Løkken, Norge och Andreas Schaad, Schweiz.

## Tävlingskalender
| 1. | 18 december 1987               | Bad Goisern  | Gundersen K90/15 kilometer                          | Klaus Sulzenbacher                                  | Torbjørn Løkken                                     | Knut Leo Abrahamsen                                 |                                                     |                                                     |
| 2. | 9 januari 1988                 | Sankt Moritz | Gundersen K90/15 kilometer                          | Torbjørn Løkken                                     | Klaus Sulzenbacher                                  | Thomas Müller                                       |                                                     |                                                     |
| 3. | 16 januari 1988                | Le Brassus   | Gundersen K90/15 kilometer                          | Trond-Arne Bredesen                                 | Andreas Schaad                                      | Torbjørn Løkken                                     |                                                     |                                                     |
| 4. | 23 januari 1988                | Seefeld      | Gundersen K90/15 kilometer                          | Klaus Sulzenbacher                                  | Hippolyt Kempf                                      | Andreas Schaad                                      |                                                     |                                                     |
| OS | 13 februari - 28 februari 1988 | Calgary      | Nordisk kombination vid olympiska vinterspelen 1988 | Nordisk kombination vid olympiska vinterspelen 1988 | Nordisk kombination vid olympiska vinterspelen 1988 | Nordisk kombination vid olympiska vinterspelen 1988 | Nordisk kombination vid olympiska vinterspelen 1988 | Nordisk kombination vid olympiska vinterspelen 1988 |
| 5. | 12 mars 1988                   | Falun        | Gundersen K90/15 kilometer                          | Klaus Sulzenbacher                                  | Wasilij Sawin                                       | Sami Leinonen                                       |                                                     |                                                     |
| 6. | 18 mars 1988                   | Oslo         | Gundersen K115/15 kilometer                         | Torbjørn Løkken                                     | Klaus Sulzenbacher                                  | Uwe Prenzel                                         |                                                     |                                                     |
| 7. | 25 mars 1988                   | Rovaniemi    | Gundersen K90/15 kilometer                          | Klaus Sulzenbacher                                  | Jukka Ylipulli                                      | Andriej Dundukow                                    |                                                     |                                                     |

## Slutställning
| Placering | Tävlande            | Poäng |
| 1.        | Klaus Sulzenbacher  | 160   |
| 2.        | Torbjørn Løkken     | 116   |
| 3.        | Andreas Schaad      | 80    |
| 4.        | Hippolyt Kempf      | 69    |
| 5.        | Trond-Arne Bredesen | 66    |
| 6.        | Thomas Müller       | 53    |
| 7.        | Uwe Prenzel         | 43    |
| 8.        | Miroslav Kopal      | 41    |
| 9.        | Hallstein Bøgseth   | 36    |
| 9.        | Wasilij Sawin       | 36    |
| . . .     |                     |       |
| 22.       | Tadeusz Bafia       | 16    |

| Placering | Tävlande        | Poäng |
| 1.        | Norge           | 319   |
| 2.        | Österrike       | 213   |
| 3.        | Schweiz         | 176   |
| 4.        | Västtyskland    | 166   |
| 5.        | Sovjetunionen   | 128   |
| 6.        | Finland         | 52    |
| 6.        | Tjeckoslovakien | 52    |
| 8.        | Östtyskland     | 38    |
| 9.        | Polen           | 24    |
| 10.       | Japan           | 17    |